# Hồn Ma Ở Wem Town Hall
"Hồn Ma Ở Wem Town Hall" là một bức ảnh trắng đen nổi tiếng chụp lại được một hồn ma của một bé gái. Bức ảnh được chụp vào năm 1995.
Vào ngày 19, tháng 11, năm 1995, tòa nhà chính của thị trấn Wem (có địa chỉ tại số 28-32 High St), nằm tại hạt Shropshire, nước Anh bốc cháy dữ dội. Chính quyền địa phương đã huy động hàng chục lính cứu hỏa đến để dập tắt đám cháy.
Vụ việc này gây thiệt hại rất nhiều về tài sản nhưng không được dư luận hay các phương tiện truyền thông chú ý cho đến khi Tony O'Rahilly, một nông dân địa phương kiêm một nhiếp ảnh gia nghiệp dư đi ngang qua và có ý định chụp một vài tấm ảnh ở hiện trường vụ cháy nhưng lính cứu hỏa và cảnh sát đã ngăn cản không cho anh tiếp cận hiện trường vụ cháy vì nó quá nguy hiểm để anh đến gần, nên anh đã quyết định đứng từ phía bên kia đường để chụp ảnh vụ cháy. Nhưng khi về nhà rửa hình thì anh mới tả hỏa phát hiện hình ảnh của một bé gái xuất hiện bên trong đám cháy mặc dù trước khi bấm máy, anh không hề nhìn thấy ai xuất hiện trong đám cháy cả.
Lính cứu hỏa sau đó đã được huy động đáo bới đống đổ nát để tìm kiếm thi thể cô bé nhưng không phát hiện được.

## Lời đồn thổi
Theo lời đồn của người dân địa phương, bé gái quá cố trong hình có tên là Jane Churn, chính cô bé này là nguyên nhân gây ra một đám cháy lớn khác và qua đời cũng chính tại thị trấn này năm 1677 vì đánh rơi một ngọn nến. Kể từ đó, bóng ma của bé gái này được cho là thường xuyên lai vãng ở thị trấn này.

## Gây tranh cãi
Blake Smith, một phóng viên đến từ tạp chí Skeptical Inquirer của Mỹ cho biết: Một phân tích sau đó từ các nhân viên nhiếp ảnh của Bảo tàng Khoa học và Truyền thông Quốc gia (National Science and Media Museum) kết luận rằng bức ảnh đã được chỉnh sửa. Một âm bản được tạo ra từ bức ảnh (không phải âm bản gốc) cho thấy các đường quét ngang phù hợp với các hình ảnh trên tivi qua hình ảnh của cô gái. Các cảnh sát kết luận rằng hình ảnh của cô gái có khả năng được dán vào bức ảnh".Vì Tony đã qua đời vào năm 2005 nên không thể xác thực được việc liệu bức ảnh này có được chỉnh sửa hay không.
Năm 2010, năm năm sau cái chết của Tony, một cư dân địa phương 77 tuổi tuyên bố giải quyết thành công bí ẩn, trích dẫn sự tương đồng giữa cô gái trong bức ảnh và hình ảnh một cô gái được in trên bưu thiếp xuất hiện trên tờ báo địa phương Shropshire Star. Bưu thiếp trong câu hỏi được chụp vào năm 1922 và cho thấy một cô gái trẻ giống với cái gọi là "Wem Ghost".